# Callyspongia aspinosa
Callyspongia aspinosa är en svampdjursart som beskrevs av Claude Lévi 1959. Callyspongia aspinosa ingår i släktet Callyspongia och familjen Callyspongiidae. Inga underarter finns listade i Catalogue of Life.